# 二叉破布木
二叉破布木（学名：Cordia furcans）为紫草科破布木属下的一个种。